# موقع بيل هومستيد التاريخي الوطني

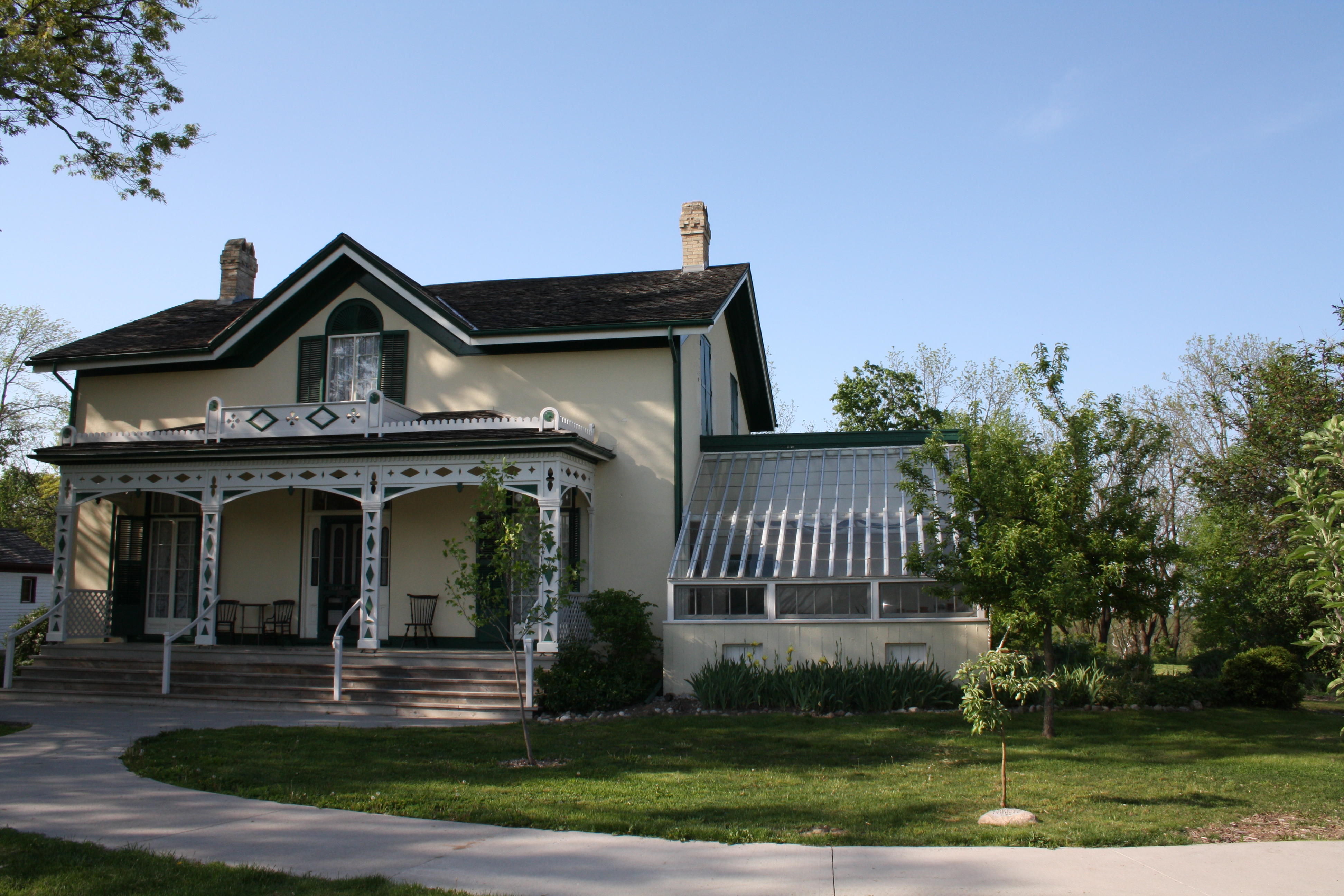

كان موقع بيل هومستيد التاريخي الوطني، الواقع في برانتفورد، أونتاريو، كندا، والمعروف أيضًا باسم هيكلها الرئيسي، منزل ميلفيل، أول منزل في أمريكا الشمالية للبروفيسور ألكسندر ميلفيل بيل وعائلته، حتى آخر ابن له على قيد الحياة «ألكسندر جراهام بيل». أجرى بيل الأصغر تجاربه الأولى في أمريكا الشمالية هناك، ثم اخترع الهاتف في المنزل في يوليو1874 . ألقى خطابًا عام 1906 أمام مجلس برانتفورد للتجارة، إذ علق بيل على اختراع الهاتف: «حُلت مشكلة الهاتف، وحُلَّت في منزل والدي».
استُعيد مظهر الموقع الذي تبلغ مساحته 4 هكتارات إلى حد كبير مثلما عاش بيلز هناك في سبعينيات القرن التاسع عشر، ويعمل منزل ميلفيل الآن متحفًا للعائلة ولاختراع الهاتف. ثم إنه أضيف مركز استقبال كبير للزوار بجوار منزل ميلفيل.
أضيف مبنى «هيندرسون هوم» إلى هومستيد لاحقًا في عام 1969، إذ نُقل من موقعه الأصلي في وسط مدينة برانتفورد. كان أول مكتب تجاري لشركة هاتف في كندا، افتتح في عام 1877 بوصفه سابق لشركة بيل للهواتف في كندا. بعد نقله إلى بيل هومستيد، حُوِّل إلى متحف مساعد لتطوير تكنولوجيا الهاتف. تُشغِّل المنزل لجنة بيل هومستيد لمدينة برانتفورد.
سُمِّي هومستيد موقعًا تاريخيًا وطنيًا في 1 يونيو 1996، وأُدرِج في السجل الوطني للأماكن التاريخية في 22 يونيو2009 . كشفت الملكة إليزابيث الثانية عن استبدال اللوحة التذكارية الفيدرالية في العام التالي خلال احتفالات الذكرى السنوية المئة والخمسين لميلاد ألكسندر جراهام بيل. وقد وصفه ميلفيل هاوس بأنه «... هذا المزار، حيث تخيم روح المخترع العظيم».

## التاريخ
بدأت فترة بيل هومستيد بوصول عائلة بيل في صيف عام 1870 من موطنهم الأصلي اسكتلندا، إذ توفيَ اثنان من أبنائهم بسبب مرض السل، كما أصيب ابنهما الأوسط ألكسندر جراهام بيل بالمرض. يتكون مجمع «بيل هومستيد» في يومنا هذا من عدة مبانٍ بأصولها الخاصة. المبنى الرئيسي في الموقع هو منزل مزرعة «ألكسندر ميلفيل بيل»، «ميلفيل هاوس»، جنبًا إلى جنب مع البيوت المحمية ذات الصلة، والمباني الملحقة وبستان الفاكهة. حُصِل على المزرعة والأراضي الزراعية لحفظها متحفًا في عام1909 . نُقل «هيندرسون هوم»، الذي كان بمثابة أول مكتب تجاري للهاتف في وسط مدينة برانتفورد، إلى الموقع في عام 1969، وجُدِّد على نطاق واسع في عام 1970، لتحويله إلى متحف هاتف منفصل تحت الرعاية الرئيسية لأكبر شركة هاتف في المقاطعة، «بيل كندا». إضافةً إلى ذلك، أُضيف مقهى ومركز استقبال للزوار مع مسرح صغير للصوت والصورة والمرافق ذات الصلة إلى المنزل لاستيعاب الزوار والمجموعات السياحية.

## الأب والابن
هاجر البروفيسور ألكسندر ميلفيل بيل، وهو سلطة بريطانية اسكتلندية المولد في الكلام والخطابة، إلى كندا على متن سفينة بخارية في يوليو 1870 مع عائلته وزوجة ابنه، التي ترملت بوفاة الابن الأكبر لبيل بسبب مرض السل في مايو من عام1870  من تلك السنة. توفي الابن الأصغر للعائلة إدوارد بالمثل بسبب مرض السل قبل ثلاث سنوات، وخلال مغادرتهم الجزر البريطانية بدا أن ابنهم الأوسط ألكسندر جراهام يتعثر من المرض نفسه.
عند الهبوط في مدينة كيبيك في الأول من أغسطس عام 1870، انتقل بيلز إلى باخرة أخرى إلى مونتريال،  ثم استقل قطار جراند ترانك إلى باريس، أونتاريو، مقيمًا في بيت القسيس توماس فيليب هندرسون. كان هندرسون قسيسًا معمدانيًا وصديقًا مقربًا للعائلة من المحتمل أن يذهب إلى المدرسة مع ميلفيل في اسكتلندا، الذي سبق له أن دعا عائلة بيل للهجرة إلى كندا. بعد إقامة قصيرة لبضعة أيام فقط مع هندرسون، اشترت عائلة بيل منزلًا مساحته 51/4 هكتار (13 فدانًا) في (في الوقت الحاضر تسمى مرتفعات توتيلو، التي سميت باسم فرقة الأمم الأولى التي استقرت المنطقة سابقًا)، في ضواحي برانتفورد، أونتاريو، مقابل 2600 دولار كندي (نحو 88900 دولار كندي بالدولار الحالي)، مع دفع 2100 دولار مباشرةً. من المحتمل أنهم سوعدوا على البحث من طريق الجهود المتقدمة للقس هندرسون، الذي كان يعمل أيضًا مفتشًا لمجلس إدارة المدرسة. في وقت مغادرة عائلة بيل من المملكة المتحدة، كانت صحة ألكسندر جراهام سيئة جدًا، مع حالة في الصدر تبعث على القلق، وجسده الطويل ذو الإطار العريض، انخفض إلى 59 كجم (130رطلًا)، وترك وجهه هزيلًا.
وسرعان ما أعلنت أكبر صحيفة في المدينة، برانتفورد إكسبوزيتور، عن وصول عائلة بيل، وكتبت: «... يسعدنا الترحيب في بلدتنا وجيراننا أي. ميلفيل بيل، Esq، أستاذ التخاطب بكلية الجامعة لندن، الذي اشترى من روبرت مورتون عقارًا يحتوي على 10.5 فدان من الأرض مع بستان جيد، ويقع في مكان جميل على طريق جبل بليزانت على بعد نحو ميلين من برانتفورد».
في منزلهم الجديد، أنشأ ألكسندر جراهام بيل، ابن ميلفيل، الذي بقي على قيد الحياة، مختبره داخل منزل عربة تم تحويله للمزرعة، بالقرب مما أسماه مكان أحلامه، وهو تجويف كبير يقع في أشجار الدردار في الجزء الخلفي من العقار، في أعلى النهر حيث يمكنه رؤية سطحه. على الرغم من حالته الضعيفة عند وصوله إلى كندا، وجد ألكسندر جراهام المناخ والمناطق المحيطة حسب رغبته، وتحسن سريعًا واستعاد صحته. روى لاحقًا عند إزاحة الستار عن بيل الهاتف التذكاري:
جئت إلى برانتفورد عام 1870 لأموت. حصلت على عقد إيجار مدته ستة أشهر، ولكنني سعيد لأنني على قيد الحياة اليوم... عندما أنظر إلى الوراء، تأتي لي رؤى للنهر الكبير ومرتفعات توتيلا ومكان أحلامي على المرتفعات حيث خطرت رؤى الهاتف ببالي.